# Cyclocross-Weltmeisterschaften 2014
Die Cyclocross-Weltmeisterschaften 2014 wurden am 1. und 2. Februar im niederländischen Hoogerheide ausgetragen. Es war nach 2009 die zweite Austragung an diesem Ort. Die Wettkämpfe fanden auf dem Parcours des GP Adrie van der Poel statt.

## Ergebnisse

### Männer
| Platz | Land       | Sportler      |
| ----- | ---------- | ------------- |
| 1     | Tschechien | Zdeněk Štybar |
| 2     | Belgien    | Sven Nys      |
| 3     | Belgien    | Kevin Pauwels |

### Frauen
| Platz | Land           | Sportler     |
| ----- | -------------- | ------------ |
| 1     | Niederlande    | Marianne Vos |
| 2     | Italien        | Eva Lechner  |
| 3     | Großbritannien | Helen Wyman  |

### U 23
| Platz | Land        | Sportler               |
| ----- | ----------- | ---------------------- |
| 1     | Belgien     | Wout van Aert          |
| 2     | Belgien     | Michael Vanthourenhout |
| 3     | Niederlande | Mathieu van der Poel   |

### Junioren
| Platz | Land    | Sportler         |
| ----- | ------- | ---------------- |
| 1     | Belgien | Thijs Aerts      |
| 2     | Belgien | Yannick Peeters  |
| 3     | Belgien | Jelle Schuermans |